# Солонка (приток Пласкуши)
Соло́нка — река в Мордовском и Токарёвском районах Тамбовской области России, левый приток Пласкуши (бассейн Дона). Длина — 13 км. Площадь бассейна — 74,5 км².
Протекает у сёл Павловка, Михайловка, Семёновка.
Имеет ряд гидротехнических сооружений. Недалеко от села Михайловка сооружена насосная станция, ныне недействующая. Организованы запруды: Рогатый, Нижний, Лавренчев, Ильмень, Пугачевский, Бык, в сёлах Романовка и Семёновка.